# Marilia triangularis
Marilia triangularis är en nattsländeart som beskrevs av Oliver S. Flint Jr. 1983. Marilia triangularis ingår i släktet Marilia och familjen böjrörsnattsländor. Inga underarter finns listade i Catalogue of Life.